# 프리덤 우주정거장
프리덤 우주정거장(영어: Space Station Freedom)은 미국 NASA가 1980년대~1990년대 초반에 지구 궤도에 건설하려 하였던 영구적인 유인 우주정거장이다. 당시 미국 대통령 로널드 레이건의 승인을 받아 1984년 국정 연설에서 발표되었다. 그러나, 1986년 챌린저 우주왕복선 폭발사고와 우주 개발에 필요한 건설비의 상승으로 이 계획은 재평가를 받게 되었고, 결국 너무 거대한 이 우주정거장은 건설에 필요한 엄청난 비용과 시간을 감당하지 못하고 계획이 취소되었고, 이 계획은 셔틀-미르 계획과 국제우주정거장(ISS)으로 연계된다.

## 기존 제안
1980년대 초, 우주왕복선의 완성에 힘입어 NASA는 대형 영구 유인 우주정거장 건설을 제창했다. 당시 NASA 국장이었던 제임스 벡스는 "이것은 우주 개발의 다음 필연적인 단계" 라고 말했다. 또한, 새로운 우주정거장은 소련의 미르 우주정거장에 대한 미국의 대항책이 될 것이었다. NASA에서는 나중에 '프리덤'이라고 명명된 이 우주정거장의 기능 중 인공 위성의 수리 시설, 우주선 조립 시설, 천문 관측 시설, 중력 연구 시설, 기업을 위한 극미중력 실험 시설의 기능이 요구되었다.
로널드 레이건은 1984년에 프리덤 우주정거장 건설 계획을 발표하면서, "우리는 먼 우주를 향한 우리의 꿈을 추구하고 평화와 경제와 과학의 발전을 위해 우주에서 거주하고 우주에서 일할 수 있다" 라고 말했다. 이후, 미국은 프리덤을 유럽 우주국(ESA), 캐나다, 일본 등과 공동으로 건설하기로 하였다.

## 디자인 변천
대통령의 발표에 이어, NASA는 우주정거장이 잠재적으로 어떤 종류의 이용 가능성을 가지고 있는지와 과학 연구 및 산업 이용에 대해 미국 국내뿐만 아니라 국외에 대해서도 검토를 시작했다. 이로 인해 가능성이 있는 수천 건의 임무와 탑재 장비의 데이터베이스가 작성되었다. 지구 저궤도에서 실행 가능한 임무뿐만 아니라, 행성 탐사 계획에 이용할 가능성도 검토되었다. 1980년대와 1990년대 초반, 몇 차례의 우주 왕복선의 비행으로 임무를 시험하고 우주정거장에서의 우주 유영을 행하기 위한 선외 활동을 시험했다. 초기 디자인의 설립 후 계획의 범위 및 비용이 광범위하게 성장, 발전했다.

### "파워 타워"(1984)

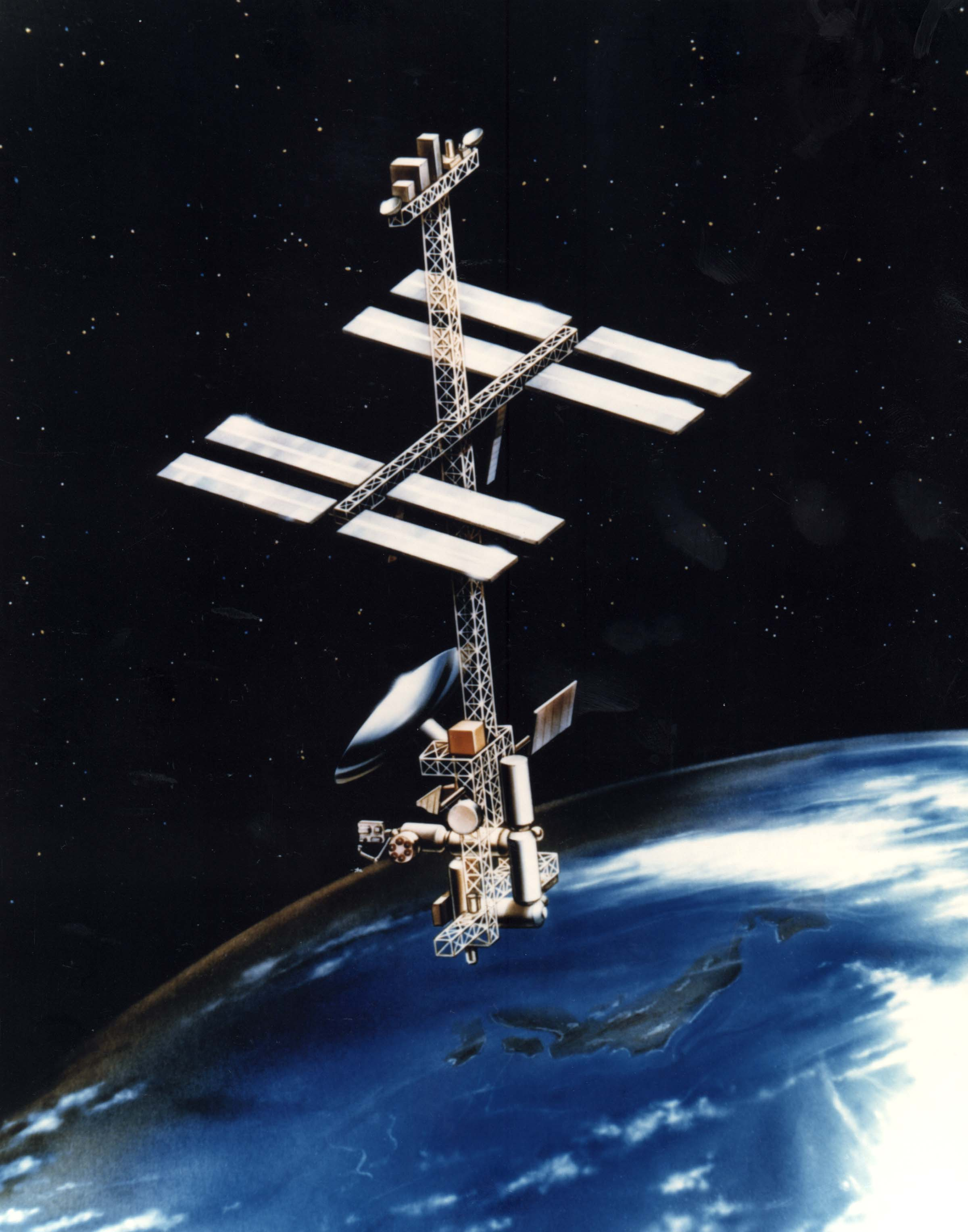
"파워 타워" 우주정거장 (1984년)

1984년 4월, 존슨 우주 센터 내에 신설된 우주정거장 계획 사무소는 앞으로의 계획의 기본으로 사용되는 첫 번째 대조 구성안을 책정했다. 여기서 구상된 것 중에는 중앙 용골 (기본 뼈대)의 하단의 5개의 모듈 위쪽에 관절로 연결된 태양 전지 패널을 설치하는 것과 더불어, 서비스 베이(위성 등의 조립 및 정비를 하는 시설)의 설치도 계획되었다. 이른바 "파워 타워"라고 하는 구상안이었다. 1985년 4월, NASA는 검토 작업과 예비 디자인을 주문했고, 건설 비용의 증가로 장기적인 운영 비용 절감을 비교하고 교환이 이루어졌다.

### 2중 용골 설계(1986)
1986년 3월, 시스템 요구 검토 회의에서 보다 좋은 극미중력 환경을 얻을 수 있도록 모듈을 트러스 중앙의 중심에 가까운 장소로 옮겨, 2개의 큰 용골 트러스 구조를 증가시킨 2중 용골 설계 방안으로 구성을 수정했다. 국제 협력 체제가 성립되었으므로, 미국의 연구 모듈은 2개에서 1개로 줄여졌고, 대신 유럽과 일본 모듈의 설치 장소가 추가되었다. 또한 설계의 결점을 보완하기 위해 전면적인 개조작업을 행한 결과 많은 시스템이 수정 또는 삭제되었다. 우주정거장에 비치할 예정이었던 궤도간 수송기는 계획이 연기되어 거주 모듈은 8명의 승무원이 이용하는 모듈을 1개만 설치하게 되었다.

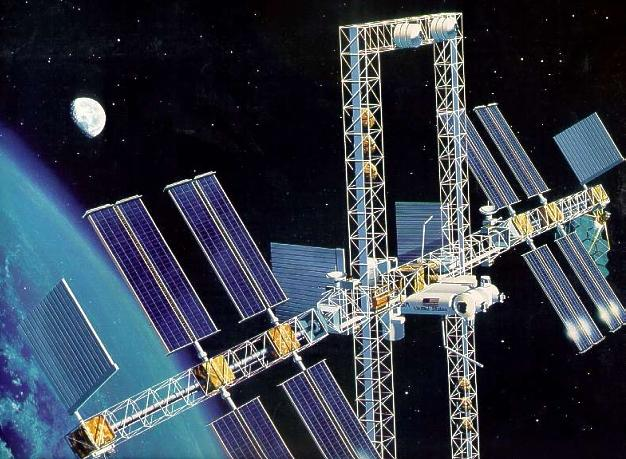
1987년에 계획된 우주정거장 디자인

1986년 5월에, NASA는 조립 초기 단계에서 승무원이 체류할 수 있다는 보장이 없는 상태의 우주정거장을, 우주 왕복선의 도킹 중에 작업을 실시하는 방향으로 연구 활동에 이용할 수 있도록 하는 설계 계획을 작성했다. 이 계획안은 '방문 우주정거장' 이라고 불렸다.
챌린저 우주왕복선 폭발사고 이후, 우주정거장의 유효성과 안전성이 재평가되었고, 설계를 재검토하기 위해서 평가 결정 작업 팀이 편성되었다. 챌린저 우주왕복선 폭발사고 이후에 검토된 안전 대책을 근거로 해 세부 설계나 조립 순서의 변경을 고려하면서, 2중 용골 설계 방안을 그대로 사용할지가 논의되었다. 존슨 우주 센터는, 우주정거장의 조립에 필요한 선외 활동의 양과 챌린저 우주왕복선 폭발사고 후의 안전을 위해서 셔틀의 수송 능력이 저하된 것에 대해 우려를 표명했다.
1986년 9월, 챌린저 사고 이후의 기본 계획을 밟은 계획 비용 재검토 보고서가 작성되었다. 이 보고서는 NASA가 확실한 근거와 함께 비용과 스케줄을 확정하는 것을 목적으로 하고 있었다. 보고서에서는 2중 용골 설계 구성의 비용은 182억 달러(1989년 가치)로, 첫 발사 시기가 당초의 1993년 1월에서 1994년 1월로 늦춰졌다.

### 수정 기본 구성
1986년 후반, 2중 용골 구조의 재검토와 병행해 NASA는 보다 비용이 저렴한 새로운 기본 구성안의 검토를 실시했다. 이 구성안은, 우선 모듈을 중심으로 한 스카이랩과 같은 우주정거장을 건설해 단계적으로 2중 용골 구성으로 조립해 나간다는 것이었다. 이 계획은 2개의 단계로 나뉘어 있었다. 제1단계에서는 중앙부의 모듈과 횡방향인 트러스를 설치하지만, 테두리와 같은 용골은 설치하지 않는다. 태양 전지 패널은 75 kW 이상의 전력을 확보할 수 있도록 설계되지만, 극궤도 플랫폼과 궤도 상품업장의 설치는 더 연기되었다. 보고서는 비용을 억제해 부정적 영향을 최소화하면 계획 실행이 가능하다고 결론지었고, 이 새로운 계획을 수정 기본 구성이라고 이름붙였다. 새로운 계획의 개발비는 153억 달러(1989년 가치)로, 첫 발사는 1994년의 4분기로 예정되었다. 이 계획은 1987년 9월에 국가 과학 연구 위원회에서 승인되어 2단계의 설계를 결정하기 전에 장기적인 국가적 목표를 수립하도록 권고되었다.
1986년에서 1987년 사이에, 미국의 우주 계획에는 여러 가지 재검토안이 추가되었고, 이것은 우주정거장에도 영향을 주었다. 그들은 수정 기본 구성을 더욱 축소하도록 권고했다. 그 중 하나는, 4명의 승무원이 180일간 체류하도록 하고, 운용이나 보급을 위해서 비행하는 우주왕복선을 연간 5회만 비행시킨다고 하는 것이었다.

### 프리덤(1988)에서 알파(1993)로
1988년 9월, NASA는 궁극적인 우주 정거장 개발 계획을 시작해 10년 간의 계약을 체결하고, 실제로 시설을 제작하는 단계로 접어들었다. 1990년 우주 개발 프로젝트에서 우주 정거장 건설 계획은 공식적으로 프리덤으로 명명되었다. 프리덤 우주 정거장 관련 예산은 1989년 후반에 책정되는 1990 회계연도 예산에서 20억 5000만 달러에서 17억 5000만 달러로 축소되었다. 잦은 예산 삭감으로 인해 첫 발사는 다시 1년이 연기되어 1995년 3월로 예정되었다.
1990년, 프리덤의 중량은 계획을 23 % 나 초과하였고, 이에 따른 비용 증가와 조립의 어려움을 겪게 되었으며, 한편으로는 전력 공급이 충분하지 않다는 문제가 발견되었고, 이러한 여러 가지 문제들로 인해 계획은 점점 난관을 겪게 되었다. 1990년 10월, 미 의회는 1991년도 프리덤 관련 예산을 25억 달러에서 19억 달러로 절감할 수 있도록 디자인을 수정할 것을 요구했다. 이에 따라 1991년 3월 NASA는 우주 정거장의 새로운 디자인을 공개했다.
프리덤 계획의 비용 초과와 러시아의 재정 문제로 NASA는 미르 우주정거장을 러시아와 공동으로 사용하게 되었고, 프리덤 계획은 온갖 난관에 부딛힌 끝에 거의 취소 직전까지 다다랐다. 1993년 11월, 프리덤과 러시아의 미르를 대체할 미르 2 우주정거장, 유럽과 일본의 모듈은 1개의 국제 우주 정거장 건설 계획으로 통합되었다.

## 계획의 취소
미국 의회가 계획에 필요한 충분한 예산을 지급하는 것에 소극적이었고, NASA가 우주 정거장의 건설 비용을 과소평가한 것과, 설계 계획의 계속적인 재검토 등으로 인해 계획이 계속 늦어졌다. 1984년부터 1993년에 걸쳐 총 7회의 주요한 설계 변경이 있었고, 그때마다 용량이나 능력은 계속 줄어들었다. 계획의 당초 시작 시점에서 10년이 지나도, 레이건이 예상한 것 같은 프리덤 우주 정거장은 완성되기는커녕 프리덤을 건설하기 위해서 우주왕복선이 발사된 일조차 없었다.
1993년까지 프리덤 계획은 정치적으로 성과를 보이지 못했다. 미국 정부의 정권이 바뀌어서, 미 의회는 우주 정거장에 더 이상의 예산을 책정하는 것을 꺼려했다. 게다가 우주 정거장에는 미해결된 문제들이 있었다. 계속된 계획의 변경으로 인해 과학 연구 능력의 대부분이 상실되었고, 우주 개발 경쟁은 소련의 패배로 막을 내렸다. NASA는 클린턴 대통령에게 몇 개의 방안을 제안했지만, 그 방안들에는 여전히 많은 비용이 필요했다. 1993년 6월, 미 의회 하원에서 우주 정거장 계획을 중지하는 법안이 불과 1표 차이로 부결되었다. 동년 10월, NASA와 러시아 연방 우주국은 양측의 계획을 합쳐 국제 우주 정거장으로 통합하는 것에 합의했다.
프리덤 계획이 축소되고 알파 우주 정거장으로 불리게 되는 무렵에는 계획이 본궤도에 올라 많은 구성 요소의 설계가 완료되었고 실제로 비행할 수 있는 기체가 제작되었지만, 승무원 귀환기 등 일부 기체의 개발은 중지되었다.

## 국제 우주 정거장
1993년, 클린턴 정권은 프리덤 계획을 국제 우주 정거장 계획(ISS)으로 변경하는 것을 발표했다. 다니엘 골딘 NASA 국장은 러시아의 계획 참가를 감독했다. 축소한 예산에 맞춰 우주 정거장의 표면적은 47 m2에서 33 m2 로 축소되었고, NASA가 제공하는 체류 인원 수 또한 7명에서 3명으로 축소되고(최종적으로는 6명까지 증가한다), 많은 기능도 취소되었다.

## 같이 보기
- 국제 우주 정거장
- 셔틀-미르 계획
- 미국 항공우주국
- 우주왕복선
- 미르